# Рощак Олексій Борисович
Рощак Олексій Борисович (нар. 23 травня 1970, Чернігів)— головний диригент та музичний керівник Чернігівського обласного академічного українського музично-драматичного театру імені Т.Г.Шевченка.

## Біографія
З 1985 по 1987 р навчався в Чернігівському музичному училищі ім. Л.Ревуцького.
З 1987 по 1989 р студент Московського  музичного училища ім. Гнесіних.
В 1994 році закінчив Національну музичну академію ім. П.Чайковського за спеціальністю гобой, а в 1996р.— з відзнакою за спеціальністю оперно-симфонічне диригування.

### Музичний та художній керівник
З 1991 по 1995-викладач відділу духових та ударних  інструментів Чернігівського музичного училища ім.Л.М.Ревуцького,а з 1995 по 2000р. Рощак А. Б. працював викладачем духового відділу по класу гобой в музучилищі ім. Р.М.Глієра.
З 2009 по 2014 р в Національній музичній академії України імені П.І.Чайковського  викладач кафедри духових та ударних інструментів, а також головний диригент та художній керівник духового оркестру Національної музичної академії України імені П.І.Чайковського.
З 2014 року та  по сьогоднішній день працює викладачем відділу духових та ударних інструментів в Чернігівському музичному училищі імені Л.М.Ревуцького.

### Диригент
У 1995 р. запрошений на роботу диригентом до Державного духового оркестру України, а з 1999 по 2014 р. очолює його як головний диригент.
За час роботи Рощака О.Б. в оркестрі, у 2004 році Державному духовому оркестру було надано статус академічного, а у 2008— Національного.
В його творчому доробку більше 2 тисяч творів.Під його орудою колектив провів більше 500 різноманітних концертів.Під керівницьтвом Олексія Рощака  вперше в світі духовий оркестр виконав оперу Л.Колодуба "Поет" та 6 симфонію П.І.Чайковського.Приймав активну участь в усіх державних заходах та президентських концертах.Виступав на концертах з видатними солістами світового рівня -Річард Стюарт(Канада),Бастʼєн Боме (Франція),Грейс О(США),Ойстен Бадсвік(Норвегія),Юрій Кот(Україна).
Співпрацював з провідними українськими солістами-вокалістам:народні артисти України - Світлана Добронравова,Валерій Буймістер,Фемій Мустафаєв,Григорій Гаркуша,Олександр Василенко.Заслужені артисти України -Людмила Давимука,Ірина Зябченко,Ірена Захарко,Валентина Матюшенко,Єлизавета Липитюк та інші.
Під орудою О.Рощака. оркестр брав участь у фестивалі духової музики в Нідерландах.
З 2014р. головний диригент та музичний керівник Чернігівського обласного академічного українського музично-драматичного театру імені Т.Г.Шевченка.За час роботи в театрі за його безпосередньою участю були випущені такі вистави: дума-опера «Сліпий» (музика О.Злотника), опера «Катерина» М.Аркаса, музичні комедії «За двома зайцями» (музика В.Ільїна та В.Лукашова), «Кайдашева сім'я» (музика О.Білаша), «Сватання на Гончарівці» (музика К.Стеценка), «Шельменко-денщик» (музика В.Соловйова-Сєдого), «Слуга двох панів» (музика О.Колкера), «Ніч перед Різдвом» (українська народна музика), «Майська ніч» (музика М.Лисенка, М. Римського-Корсакова), музична драма «Циганка Аза» (музика М.Васильєва, Ю.Котеленця", дитячі вистави «Неймовірні пригоди Тузика» (музика М.Демиденко), «Веселий маскарад» (музика В.Сьомки) та інші.
Під його орудою у супроводі театрального оркестру йдуть усі  концерти та музичні  вистави діючого репертуару театру.
За вагомий особистий внесок у соціально-економічний, культурно-освітній розвиток України, значні професійні здобутки, багаторічну сумлінну працю Указом Президента України від 21 серпня 2020 року №335/2020 Рощаку О.Б. було присвоєно почесне звання "Заслужений артист України".